# Xã Cedar, Quận Wilson, Kansas
Xã Cedar (tiếng Anh: Cedar Township) là một xã thuộc quận Wilson, tiểu bang Kansas, Hoa Kỳ. Năm 2010, dân số của xã này là 613 người.